# Allocosa obturata
Allocosa obturata is een spinnensoort uit de familie van de wolfspinnen (Lycosidae).
De wetenschappelijke naam van de soort werd in 1928 als Lycosa obturata gepubliceerd door Reginald Frederick Lawrence.